# Adolfo Corsi
Adolfo Corsi war ein italienischer Radrennfahrer.

## Sportliche Laufbahn
Corsi war Bahnradsportler. Er war Teilnehmer der Olympischen Sommerspiele 1928 in Amsterdam. Dort startete er mit Francesco Malatesta als Partner im Tandemrennen. Beide unterlagen im Kampf um die Bronzemedaille gegen die Deutschen Karl Köther und Hans Bernhardt.
Bei den UCI-Bahn-Weltmeisterschaften 1928 schied er im Sprint in den Vorläufen aus. Bei den UCI-Bahn-Weltmeisterschaften 1929 wurden Malatesta und Corsi Vierte im Tandemwettbewerb. 